# Dom Marii Seeliger
Dom Marii Seeliger – budynek znajdujący się na ulicy Piotrkowskiej 184 w Łodzi. Dom zalicza się do układu urbanistycznego ulicy Piotrkowskiej odnotowanego w rejestrze zabytków nieruchomych województwa łódzkiego (nr rej. A/98 z 15 czerwca 2012).

## Historia
Budynek został wybudowany przez Marię Seeliger w 1894 roku. Na terenie działki pierwotnie znajdowała się aparatura wyrobów bawełnianych. Rok później Maria Seeliger przekazała dom oraz przynależną do niego fabrykę swojemu synowi Ferdynandowi Seeligerowi. Następnie posesja została przejęta przez spadkobierców – Marię Serini i synów, a później Zemię Hesner.
Po zakończeniu II wojny światowej budynek został przejęty przez skarb państwa i został oddany w użytek Fabryki Firanek i Koronek im. Hanki Sawickiej. W latach siedemdziesiątych XX wieku właścicielem została Łódzka Spółdzielnia Mieszkaniowa. W trakcie budowy domu handlowego Domus wyburzono część fabryczną nieruchomości. W 1992 roku użytkownikiem budynku została gmina Łódź (mieścił się tu Bank Przemysłowy), następnie właścicielem został Getin Bank, a od 2008 roku jest w posiadaniu kilku właścicieli.

## Styl
Jest to jednopiętrowy budynek z poddaszem. W fasadzie znajduje się wykusz, który jest wsparty na konsolach w formie spływów wolutowych ozdobionych liśćmi akantu. Pod nim znajduje się tralkowa balustrada i głowa boga handlu – Hermesa. Po bokach są pilastry korynckie, a nad nim trójkątny tympanon wypełniony wieńcem.